# Jules Leclercq
Pour les articles homonymes, voir Jules Leclercq (homonymie) et Leclercq.
Jules Leclercq, né en 1894 à Tourcoing et mort en 1966 à Armentières, est un créateur d'art brut français.

## Biographie
Elevé dans des conditions difficiles, Jules Leclercq ne suit qu'irrégulièrement l'école. Il exerce ensuite différents métiers de fortune, journalier, chiffonnier, marchand d'os, mais, de caractère instable, il change souvent d'emploi. En 1940, il est interné à l'hôpital psychiatrique d'Armentières à la demande de sa femme pour troubles hallucinatoires. À l'hôpital, il se sent persécuté et remplit des cahiers pour dénoncer ses « bourreaux » et les ondes négatives avec lesquelles ils le pourchassent en mêlant écrits conjuratoires et dessins contestataires. Il découvre l'occultisme à la lecture du livre Le Grand Secret de Maurice Maeterlinck et trouve une parade à ses adversaires en s'instituant « Médium occulte, donneur de Feu » ou encore « Médecin Psychiatre Spirite ». À partir de 1950, il cesse d'écrire et de dessiner pour coudre et broder.
Affecté au tri du linge à laver, il récupère des tricots et chaussettes usagés qu'il détricote pour broder à l’aide d’aiguilles bricolées, le recto, et parfois le verso, de morceaux de tissu. Il prend souvent comme modèle des images trouvées dans les livres et les revues illustrées.
Ses broderies développent la doctrine secrète du « Médium occulte, donneur de Feu » d'où se dégagent quatre thématiques principales. Des scènes d'inspiration militaire qui rappellent la première guerre mondiale ; d'autres, à caractère érotique, qui évoquent ses écrits ; des tapisseries à thème religieux, inspiré de la Bible et d'iconographies tirées de peintures de Giotto, Fra Angelico ou Michel Ange ; des œuvres plus tardives envahies de motifs décoratifs floraux. Leclercq brode aussi, souvent, ses prénoms et nom et parfois des mots incantatoires.
En février 1964, il offre ses broderies à Jacqueline Serret Defrance, médecin directeur de l’hôpital d'Armentières, qui les transmet quelques années plus tard à l'association l'Aracine.